# Fra hjertet
Fra hjertet er en dansk dokumentarfilm fra 2017 instrueret af Kasper Bisgaard.

## Handling
Efter en personlig krise interviewer instruktøren en række forskellige Aarhus-indbyggere. De svarer på hver deres spørgsmål om liv, oplevelser og tanker om at være menneske. I svarene finder instruktøren sig selv.